# Constitution des Palaos
Pour un article plus général, voir Politique des Palaos.
Lire en ligne

Consulter

La constitution des Palaos est le texte fondamental de la république des Palaos. Elle a été adoptée par la Convention constitutionnelle de Palau entre le 28 janvier et le 2 avril 1979, puis ratifiée lors du troisième référendum constitutionnel le 9 juillet 1980 et est entrée en vigueur le 1er janvier 1981. Une Seconde Convention constitutionnelle a adopté des amendements à cette constitution le 15 juillet 2005.

## Sources

## Compléments